# Бєлов Олександр Васильович
Олександр Васильович Бєло́в (нар. 31 січня 1917, Одеса — пом. 12 червня 1976, Одеса) — український радянський живописець і графік; член Спілки радянських художників України.

## Біографія
Народився 31 січня 1917 року в місті Одесі (нині Україна). Протягом 1932—1938 років навчався в Одеському художньому училищі у Данила Крайнєва і Леоніда Мучника; у 1938—1941 роках — в Інституті живопису, скульптури й архітектури імені Іллі Рєпіна Академії мистецтв СРСР у Ленінграді у Юхима Чепцова.
Брав участь у німецько-радянській війні. У 1949–1951 роках викладав в Одеському художньому училищі. Жив в Одесі, в будинку на вулиці Червоної Гвардії, № 2, квартира 7. Помер в Одесі 12 червня 1976 року.

## Творчість
Працював в галузі станкового живопису, в жанрах тематичної картини і портрета. Створив галерею портретів українських діячів культури та мистецтва. Серед робіт:
- «Чекісти в полон не здаються» (1943);
- «Блокада» (1945);
- «Олександр Пушкін на балу у Михайла Воронцова» (1949);
- «Зоя» (1952);
- «Богдан Хмельницький перед боєм біля Жовтих Вод» (1954);
- «Тарас Шевченко над Дніпром» (1957);
- «Дівчина біля вікна» (1960);

портрети
- «Народний артист СРСР Гнат Юра» (1954),
- «Народний артист УРСР Дмитро Голубинський» (1955);
- «Народний художник СРСР Михайло Божій» (1957, 1971; Одеський художній музей);
- «Тарас Шевченко» (1957, 1961 ,1964, 1965, 1967).
- «Академік Михайло Ясиновський» (1969).

Автор ілюстрацій до книг Одеського обласного видавництва, зокрема:
- «Перший бій» Дмитра Сергієвича (1957);
- «Дванадцяти стільців» Іллі Ільфа та Євгена Петрова (Одеса, 1958).

Брав участь у республіканських виставках з 1949 року.